# Spetses
Spetses är en ö i Grekland, belägen cirka 2 km utanför Peloponnesos' kust och 98 km söder om Pireus. Administrativt hör Spetses till kommunen Dimos Spetses i länet (nomos) Attika. Omkring 25 km². Ön har omkring 3 500 invånare.

## Historia
Man har funnit arkeologiska fynd på Spetses från 2000 f.Kr.

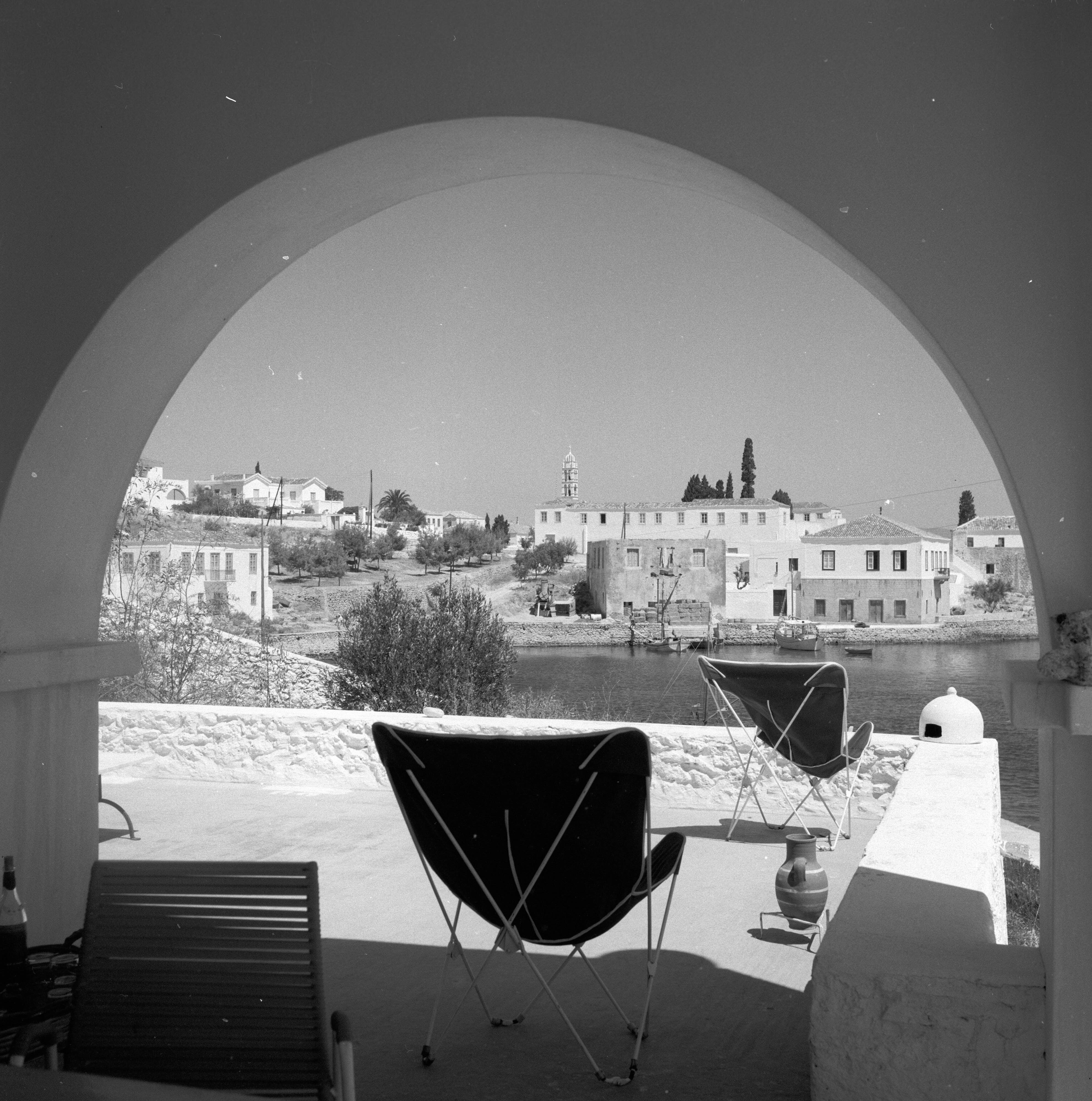
Vy från hus i Spetses år 1963. Bild tagen av medelhavsseglare och finlandssvensk författare Göran Schildt.

Sedan antiken har Spetses lytt under romersk, bysantinsk, venetiansk samt osmansk överhöghet. Ön hade en central roll under det grekiska frihetskriget på 1820-talet.

## Natur
Under antiken kallades ön för Pytioussa, "Pinjeön", eftersom ön var täckt av pinjeskog. Sitt nuvarande namn fick ön av venetianare som kallade ön Isla di Spezzie, "Dofternas ö". Samma träd gjorde också att Spetses hade en viktig funktion i antikens sjöfart. Skeppsindustrin decimerade dock skogen kraftigt under 1600- och 1700-talen då också många av de historiska byggnaderna som finns på ön uppfördes. Mycket av växtligheten idag utgörs av den skog som återplanterats under 1900-talet.